# نيك مور
نيك مور (بالإنجليزية: Nic Moore) مواليد 1 يوليو 1992، هو لاعب كرة سلة أمريكي. بدأ مسيرته الاحترافية في سنة 2016. يلعب مع نيو باسكت برينديزي في ليغا باسكيت الدرجة الأولى كلاعب هجوم خلفي. يحمل الرقم 11. يبلغ طوله 5 قدم 9 بوصة (1.8 م). حقق المركز الأول في الألعاب الجامعية الصيفية 2015.

## الميداليات
| الميدالية | المسابقة                      |
| --------- | ----------------------------- |
| ذهبية     | الألعاب الجامعية الصيفية 2015 |

## روابط خارجية
- نيك مور على موقع كرة السلة الأوروبية.كوم (الإنجليزية)
- نيك مور على موقع كلية كرة السلة في سبورتس رفرنس.كوم (الإنجليزية)
- نيك مور على موقع ريلجم (الإنجليزية)
- نيك مور على موقع بروبوليرز (الإنجليزية)
- نيك مور على موقع سبورتس رفرنس (الإنجليزية)